# ケニア海軍艦艇一覧
ケニア海軍艦艇一覧（ケニアかいぐんかんていいちらん）は、ケニア共和国海軍が過去保有した、または現在保有する、または将来保有する予定の、未完成・計画中止を含めた歴代艦艇一覧である。
凡例

## 現有勢力（2024年現在）
- 国防予算：13億1,500万ドル[1]
- 海軍人員：1,600名[1]
- 艦船隻数：14隻（排水量20t以上）[1]

哨戒艦×1
哨戒艇×7
高速艇×2
輸送艇×4
- コーストガード：船艇1隻[1]

## 艦艇一覧（近代海軍）

### 哨戒艦艇

#### 哨戒・警備艦艇
砲艦
- Rose - 1隻 ※ 河用砲艦

哨戒艇
- M'Vita - 1隻

#### 高速戦闘艇
ミサイル艇
- ニャヨ級ミサイル艇 - 2隻